# Mörigen
Mörigen je obec v kantonu Bern, v okrese Biel/Bienne. Žije zde 879 obyvatel.

## Geografie
Mörigen se nachází v Bernské jezerní oblasti (Berner Seeland), na břehu Bielského jezera. Sousedními obcemi jsou Sutz-Lattrigen, Hermrigen, Epsach a Täuffelen.

## Historie

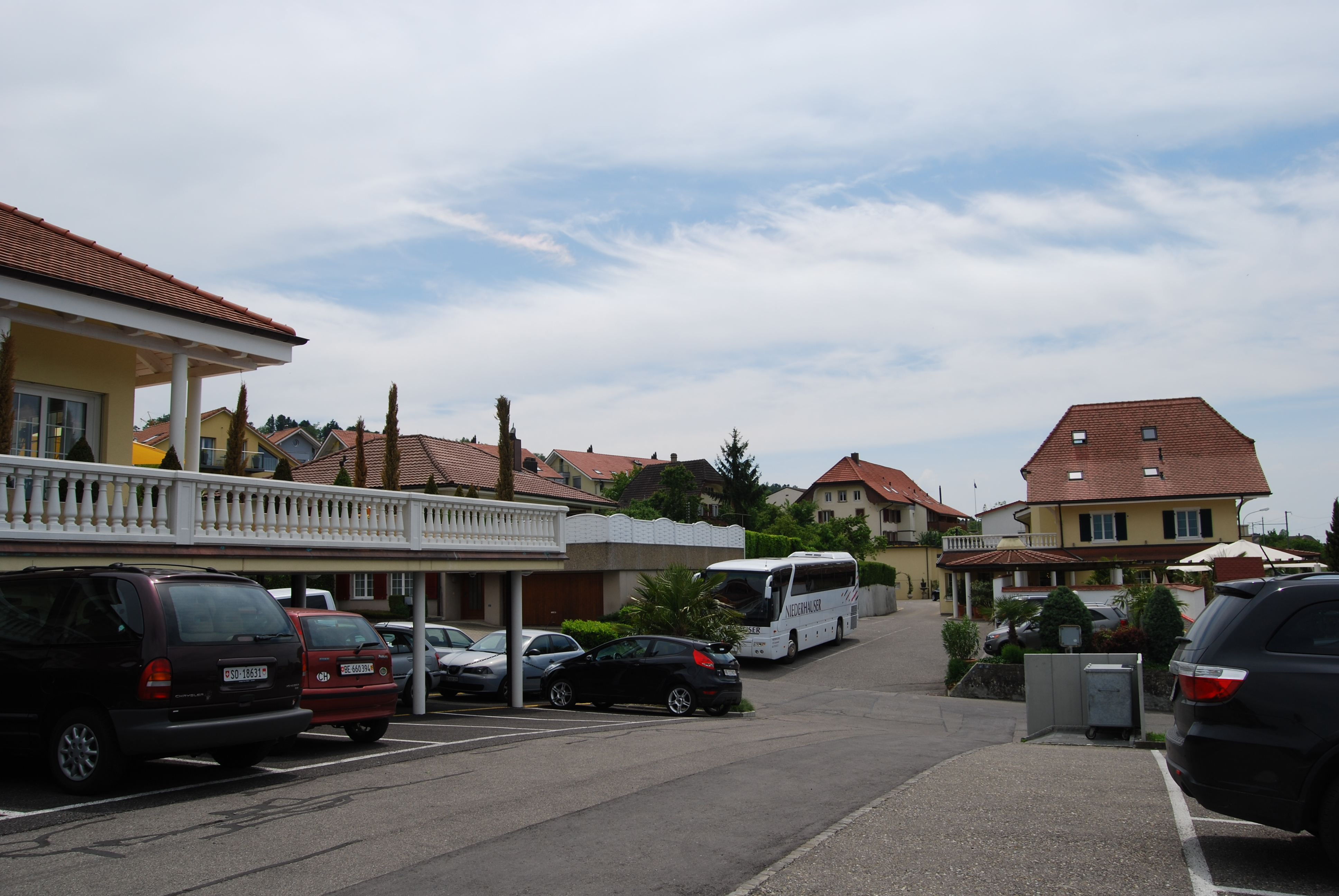
Centrum obce

V roce 1843 objevil Albert Jahn osadu z doby bronzové, která se nacházela na břehu jezera Bielského jezera. Nálezy z této doby tvořily základ sbírek muzea Schwab v Bielu, muzea Laténium v Hauterive a Švýcarského národního muzea. Mezi nálezy, zčásti pocházející z pozdějších archeologických vykopávek, patří mimo jiné spony, koňské uzdy, zbraně a nástroje. Podle tohoto naleziště byl pojmenován typ meče z doby bronzové (meč mörigenského typu).
Na severní hranici obce byly nalezeny pozůstatky osady z římské doby, na břehu jezera hroby z raného středověku. Název obce se poprvé objevuje v roce 1196 jako označení původu osobních jmen de Moringen. Jedná se o odvozeninu s příponou -ing- označující příslušnost k latinskému jménu Maurus/Mauro/Mōro.
V roce 1398 připadl Mörigen Bernu a patřil k soudnímu obvodu Lattrigen v rámci správního obvodu Nidau. Od reformace (1528) je Mörigen součástí farnosti Täuffelen. Hlavními zdroji obživy bylo pěstování obilí, v menší míře vinařství a rybolov. Od roku 1960 se obec rozrostla v souvislosti s rozvojem města Biel a stavební činností v celé oblasti obce. Výroba přístrojů a nástrojů, drobná řemesla a zemědělství poskytovaly několik pracovních míst, ale celkově je Mörigen s podílem dojíždějících do oblasti Bielu a Bernu kolem 80 % (2000) především rezidenční obcí.

## Obyvatelstvo
| Rok            | 1764 | 1850 | 1900 | 1950 | 1970 | 2000 |
| Počet obyvatel | 121  | 203  | 191  | 201  | 418  | 705  |

Mörigen je z 92,6 % německy mluvící obcí. 6,1 % obyvatel hovoří francouzsky.

## Doprava
Mörigen je napojen na železniční síť a leží na trati Biel–Täuffelen–Ins s metrovým rozchodem kolejí. Vlaky zastavují na dvou zastávkách (Sutz a Lattrigen).